# مطول
قرية مطول هي إحدى القرى التابعة لمركز أطسا في محافظة الفيوم في جمهورية مصر العربية. حسب إحصاءات سنة 2006، بلغ إجمالي السكان في مطول 7057 نسمة، منهم 3655 رجل و3402 امرأة.

## التاريخ
قرية مطول من القرى القديمة، فقد ورد اسمها في كتاب قوانين الدواوين لابن مماتي في إحصائه لقرى الروك الصلاحي ضمن قرى الأعمال الفيومية، كما ورد اسمها في كتاب التحفة السنية لابن الجيعان حين أحصى قرى الأعمال الفيومية في الروك الناصري ذاكرًا أن مساحتها 4,320 فدان، وأن خراجها في زمانه 6,000 دينار، وقد بقيت القرية باسمها الحالي منذئذ، وقد انتقلت تبعيتها لولاية الفيوم في العصر العثماني، ومنها إلى مديرية الفيوم في عهد أسرة محمد علي، حتى انتهت تبعيتها اليوم إلى محافظة الفيوم.